# GSC2524-1505
GSC2524-1505 — хімічно пекулярна зоря спектрального класу A2, що має видиму зоряну величину в смузі V приблизно 10,9.